# Bóng chuyền tại Đại hội Thể thao châu Á 1986
Sự kiện Bóng chuyền được thi đấu tại Đại hội Thể thao châu Á 1986 ở Seoul, Hàn Quốc.
| Thể loại        | Vàng             | Bạc            | Đồng           |
| --------------- | ---------------- | -------------- | -------------- |
| Bóng chuyền nam | Trung Quốc (CHN) | Hàn Quốc (KOR) | Ấn Độ (IDN)    |
| Bóng chuyền nữ  | Trung Quốc (CHN) | Nhật Bản (JPN) | Hàn Quốc (KOR) |

## Kết quả

### Nam

#### Vòng loại

##### Bảng A
|      |             | Điểm | Trận đấu | Trận đấu | Set | Set | Set   | Điểm | Điểm | Điểm  |
| Hạng | Đội         | Điểm | T        | B        | T   | B   | Tỷ lệ | T    | B    | Tỷ lệ |
| ---- | ----------- | ---- | -------- | -------- | --- | --- | ----- | ---- | ---- | ----- |
| 1    | Hàn Quốc    | 10   | 5        | 0        | 15  | 0   | MAX   | 225  | 59   | 3.814 |
| 2    | Ấn Độ       | 9    | 4        | 1        | 12  | 4   | 3.000 | 217  | 130  | 1.669 |
| 3    | Ả Rập Xê Út | 8    | 3        | 2        | 10  | 8   | 1.250 | 202  | 180  | 1.122 |
| 4    | Bahrain     | 7    | 2        | 3        | 8   | 10  | 0.800 | 169  | 213  | 0.793 |
| 5    | Indonesia   | 6    | 1        | 4        | 4   | 12  | 0.333 | 128  | 201  | 0.637 |
| 6    | Hồng Kông   | 5    | 0        | 5        | 0   | 15  | 0.000 | 67   | 225  | 0.298 |

| Ngày       |             | Điểm |             | Set 1 | Set 2 | Set 3 | Set 4 | Set 5 | Tổng  |
| ---------- | ----------- | ---- | ----------- | ----- | ----- | ----- | ----- | ----- | ----- |
| 21 tháng 9 | Ấn Độ       | 3–0  | Hồng Kông   | 15–6  | 15–4  | 15–5  |       |       | 45–15 |
| 21 tháng 9 | Hàn Quốc    | 3–0  | Bahrain     | 15–2  | 15–3  | 15–2  |       |       | 45–7  |
| 21 tháng 9 | Ả Rập Xê Út | 3–0  | Indonesia   | 15–6  | 15–5  | 15–2  |       |       | 45–13 |
| 22 tháng 9 | Hồng Kông   | 0–3  | Indonesia   | 3–15  | 4–15  | 8–15  |       |       | 15–45 |
| 22 tháng 9 | Ấn Độ       | 3–0  | Bahrain     | 15–2  | 15–4  | 15–8  |       |       | 45–14 |
| 22 tháng 9 | Hàn Quốc    | 3–0  | Ả Rập Xê Út | 15–5  | 15–2  | 15–1  |       |       | 45–8  |
| 23 tháng 9 | Ả Rập Xê Út | 1–3  | Ấn Độ       | 8–15  | 6–15  | 15–12 | 7–15  |       | 36–57 |
| 23 tháng 9 | Hàn Quốc    | 3–0  | Indonesia   | 15–3  | 15–1  | 15–5  |       |       | 45–9  |
| 23 tháng 9 | Bahrain     | 3–0  | Hồng Kông   | 15–5  | 15–3  | 15–6  |       |       | 45–14 |
| 24 tháng 9 | Hàn Quốc    | 3–0  | Hồng Kông   | 15–6  | 15–4  | 15–0  |       |       | 45–10 |
| 24 tháng 9 | Bahrain     | 2–3  | Ả Rập Xê Út | 15–13 | 11–15 | 15–10 | 9–15  | 2–15  | 52–68 |
| 24 tháng 9 | Ấn Độ       | 3–0  | Indonesia   | 15–10 | 15–5  | 15–5  |       |       | 45–20 |
| 25 tháng 9 | Indonesia   | 1–3  | Bahrain     | 4–15  | 15–6  | 11–15 | 11–15 |       | 41–51 |
| 25 tháng 9 | Hồng Kông   | 0–3  | Ả Rập Xê Út | 3–15  | 8–15  | 2–15  |       |       | 13–45 |
| 25 tháng 9 | Hàn Quốc    | 3–0  | Ấn Độ       | 15–9  | 15–11 | 15–5  |       |       | 45–25 |

##### Bảng B
|      |            | Điểm | Trận đấu | Trận đấu | Set | Set | Set    | Điểm | Điểm | Điểm  |
| Hạng | Đội        | Điểm | T        | B        | T   | B   | Tỷ lệ  | T    | B    | Tỷ lệ |
| ---- | ---------- | ---- | -------- | -------- | --- | --- | ------ | ---- | ---- | ----- |
| 1    | Trung Quốc | 10   | 5        | 0        | 15  | 1   | 15.000 | 234  | 76   | 3.079 |
| 2    | Nhật Bản   | 9    | 4        | 1        | 13  | 6   | 2.167  | 234  | 150  | 1.560 |
| 3    | Kuwait     | 8    | 3        | 2        | 10  | 7   | 1.429  | 198  | 196  | 1.010 |
| 4    | Pakistan   | 7    | 2        | 3        | 8   | 9   | 0.889  | 183  | 195  | 0.938 |
| 5    | Thái Lan   | 6    | 1        | 4        | 4   | 12  | 0.333  | 153  | 205  | 0.746 |
| 6    | Nepal      | 5    | 0        | 5        | 0   | 15  | 0.000  | 45   | 225  | 0.200 |

| Ngày       |            | Điểm |            | Set 1 | Set 2 | Set 3 | Set 4 | Set 5 | Tổng  |
| ---------- | ---------- | ---- | ---------- | ----- | ----- | ----- | ----- | ----- | ----- |
| 21 tháng 9 | Nhật Bản   | 3–1  | Pakistan   | 4–15  | 15–2  | 15–1  | 15–4  |       | 49–22 |
| 21 tháng 9 | Trung Quốc | 3–0  | Nepal      | 15–2  | 15–1  | 15–1  |       |       | 45–4  |
| 21 tháng 9 | Kuwait     | 3–0  | Thái Lan   | 15–12 | 15–13 | 15–2  |       |       | 45–27 |
| 22 tháng 9 | Pakistan   | 3–0  | Thái Lan   | 15–12 | 18–16 | 15–6  |       |       | 48–34 |
| 22 tháng 9 | Nepal      | 0–3  | Kuwait     | 6–15  | 2–15  | 7–15  |       |       | 15–45 |
| 22 tháng 9 | Nhật Bản   | 1–3  | Trung Quốc | 2–15  | 15–9  | 5–15  | 9–15  |       | 31–54 |
| 23 tháng 9 | Kuwait     | 1–3  | Nhật Bản   | 12–15 | 15–12 | 7–15  | 5–15  |       | 39–57 |
| 23 tháng 9 | Trung Quốc | 3–0  | Pakistan   | 15–9  | 15–2  | 15–5  |       |       | 45–16 |
| 23 tháng 9 | Thái Lan   | 3–0  | Nepal      | 15–9  | 15–2  | 15–4  |       |       | 45–15 |
| 24 tháng 9 | Trung Quốc | 3–0  | Kuwait     | 15–1  | 15–0  | 15–8  |       |       | 45–9  |
| 24 tháng 9 | Pakistan   | 3–0  | Nepal      | 15–4  | 15–0  | 15–3  |       |       | 45–7  |
| 24 tháng 9 | Nhật Bản   | 3–1  | Thái Lan   | 15–6  | 7–15  | 15–8  | 15–2  |       | 52–31 |
| 25 tháng 9 | Nepal      | 0–3  | Nhật Bản   | 1–15  | 1–15  | 2–15  |       |       | 4–45  |
| 25 tháng 9 | Thái Lan   | 0–3  | Trung Quốc | 8–15  | 5–15  | 3–15  |       |       | 16–45 |
| 25 tháng 9 | Kuwait     | 3–1  | Pakistan   | 16–14 | 15–12 | 14–16 | 15–10 |       | 60–52 |

#### Chung kết

##### Tranh vị trí 9–12
|      |           | Điểm | Trận đấu | Trận đấu | Set | Set | Set   | Điểm | Điểm | Điểm  |
| Hạng | Đội       | Điểm | T        | B        | T   | B   | Tỷ lệ | T    | B    | Tỷ lệ |
| ---- | --------- | ---- | -------- | -------- | --- | --- | ----- | ---- | ---- | ----- |
| 1    | Thái Lan  | 6    | 3        | 0        | 9   | 1   | 9.000 | 142  | 66   | 2.152 |
| 2    | Indonesia | 5    | 2        | 1        | 7   | 3   | 2.333 | 133  | 86   | 1.547 |
| 3    | Hồng Kông | 4    | 1        | 2        | 3   | 6   | 0.500 | 79   | 105  | 0.752 |
| 4    | Nepal     | 3    | 0        | 3        | 0   | 9   | 0.000 | 38   | 135  | 0.281 |

| Ngày        |           | Điểm |           | Set 1 | Set 2 | Set 3 | Set 4 | Set 5 | Tổng  |
| ----------- | --------- | ---- | --------- | ----- | ----- | ----- | ----- | ----- | ----- |
| 27 tháng 9  | Indonesia | 3–0  | Nepal     | 15–3  | 15–6  | 15–5  |       |       | 45–14 |
| 27 tháng 9  | Thái Lan  | 3–0  | Hồng Kông | 15–4  | 15–1  | 15–9  |       |       | 45–14 |
| 30 tháng 9  | Hồng Kông | 3–0  | Nepal     | 15–8  | 15–6  | 15–1  |       |       | 45–15 |
| 30 tháng 9  | Indonesia | 1–3  | Thái Lan  | 11–15 | 15–7  | 7–15  | 10–15 |       | 43–52 |
| 02 tháng 10 | Thái Lan  | 3–0  | Nepal     | 15–1  | 15–5  | 15–3  |       |       | 45–9  |
| 02 tháng 10 | Hồng Kông | 0–3  | Indonesia | 9–15  | 8–15  | 3–15  |       |       | 20–45 |

##### Tranh vị trí 5–8
| Ngày        |             | Điểm |             | Set 1 | Set 2 | Set 3 | Set 4 | Set 5 | Tổng  |
| ----------- | ----------- | ---- | ----------- | ----- | ----- | ----- | ----- | ----- | ----- |
| 28 tháng 9  | Bahrain     | 1–3  | Pakistan    | 13–15 | 15–7  | 9–15  | 6–15  |       | 43–52 |
| 28 tháng 9  | Ả Rập Xê Út | 3–1  | Kuwait      | 15–7  | 15–4  | 6–15  | 15–12 |       | 51–38 |
| 01 tháng 10 | Pakistan    | 1–3  | Ả Rập Xê Út | 7–15  | 16–18 | 15–4  | 13–15 |       | 51–52 |
| 01 tháng 10 | Bahrain     | 2–3  | Kuwait      | 15–9  | 10–15 | 15–5  | 11–15 | 7–15  | 58–59 |
| 03 tháng 10 | Ả Rập Xê Út | 1–3  | Bahrain     | 11–15 | 9–15  | 15–8  | 14–16 |       | 49–54 |
| 03 tháng 10 | Kuwait      | –    | Pakistan    |       |       |       |       |       |       |

##### Vô địch
| Ngày        |            | Điểm |            | Set 1 | Set 2 | Set 3 | Set 4 | Set 5 | Tổng  |
| ----------- | ---------- | ---- | ---------- | ----- | ----- | ----- | ----- | ----- | ----- |
| 01 tháng 10 | Hàn Quốc   | 1–3  | Trung Quốc | 15–10 | 10–15 | 1–15  | 5–15  |       | 31–55 |
| 01 tháng 10 | Ấn Độ      | 3–0  | Nhật Bản   | 15–8  | 15–11 | 15–6  |       |       | 45–25 |
| 02 tháng 10 | Trung Quốc | 3–0  | Nhật Bản   | 15–12 | 15–3  | 15–5  |       |       | 45–20 |
| 02 tháng 10 | Hàn Quốc   | 3–0  | Ấn Độ      | 15–2  | 15–8  | 15–11 |       |       | 45–21 |
| 04 tháng 10 | Ấn Độ      | 0–3  | Trung Quốc |       |       |       |       |       |       |
| 04 tháng 10 | Nhật Bản   | 0–3  | Hàn Quốc   |       |       |       |       |       |       |

### Nữ
|      |            | Điểm | Trận đấu | Trận đấu | Set | Set | Set   | Điểm | Điểm | Điểm  |
| Hạng | Đội        | Điểm | T        | B        | T   | B   | Tỷ lệ | T    | B    | Tỷ lệ |
| ---- | ---------- | ---- | -------- | -------- | --- | --- | ----- | ---- | ---- | ----- |
| 1    | Trung Quốc | 8    | 4        | 0        | 12  | 0   | MAX   | 180  | 54   | 3.333 |
| 2    | Nhật Bản   | 7    | 3        | 1        | 9   | 3   | 3.000 | 162  | 78   | 2.077 |
| 3    | Hàn Quốc   | 6    | 2        | 2        | 6   | 6   | 1.000 | 131  | 103  | 1.272 |
| 4    | Thái Lan   | 5    | 1        | 3        | 3   | 11  | 0.273 | 85   | 189  | 0.450 |
| 5    | Indonesia  | 4    | 0        | 4        | 2   | 12  | 0.167 | 68   | 202  | 0.337 |

| Ngày        |            | Điểm |            | Set 1 | Set 2 | Set 3 | Set 4 | Set 5 | Tổng  |
| ----------- | ---------- | ---- | ---------- | ----- | ----- | ----- | ----- | ----- | ----- |
| 27 tháng 9  | Thái Lan   | 3–2  | Indonesia  | 15–17 | 15–5  | 7–15  | 15–5  | 15–12 | 67–54 |
| 27 tháng 9  | Hàn Quốc   | 0–3  | Nhật Bản   | 6–15  | 7–15  | 12–15 |       |       | 25–45 |
| 28 tháng 9  | Hàn Quốc   | 3–0  | Thái Lan   | 15–2  | 15–3  | 15–0  |       |       | 45–5  |
| 28 tháng 9  | Trung Quốc | 3–0  | Nhật Bản   | 15–13 | 15–9  | 15–5  |       |       | 45–27 |
| 30 tháng 9  | Thái Lan   | 0–3  | Trung Quốc | 1–15  | 5–15  | 1–15  |       |       | 7–45  |
| 30 tháng 9  | Hàn Quốc   | 3–0  | Indonesia  | 15–0  | 15–3  | 15–5  |       |       | 45–8  |
| 01 tháng 10 | Trung Quốc | 3–0  | Indonesia  | 15–1  | 15–3  | 15–0  |       |       | 45–4  |
| 01 tháng 10 | Nhật Bản   | 3–0  | Thái Lan   | 15–3  | 15–3  | 15–0  |       |       | 45–6  |
| 03 tháng 10 | Indonesia  | 0–3  | Nhật Bản   | 0–15  | 1–15  | 1–15  |       |       | 2–45  |
| 03 tháng 10 | Hàn Quốc   | 0–3  | Trung Quốc | 7–15  | 2–15  | 7–15  |       |       | 16–45 |